# Кхагария (округ)
Кхагария (хинди खगडिया; англ. Khagaria) — округ на востоке центральной части индийского штата Бихар. Административный центр — город Кхагария. Площадь округа — 1486 км². По данным всеиндийской переписи 2001 года население округа составляло 1 280 354 человека. Уровень грамотности взрослого населения составлял 41,35 %, что значительно ниже среднеиндийского уровня (59,5 %).